# Nicevillea
Nicevillea là một chi bướm đêm thuộc họ Erebidae.